# Xã Days Creek, Quận Miller, Arkansas
Xã Days Creek (tiếng Anh: Days Creek Township) là một xã thuộc quận Miller, tiểu bang Arkansas, Hoa Kỳ. Năm 2010, dân số của xã này là 1.032 người.